# Фюссли, Иоганн Каспар (художник)
Иоганн Каспар Фюссли (нем. Johann Caspar Füssli; 3 января 1706, Цюрих — 6 мая 1782, Цюрих) — швейцарский художник и историк искусства. Рисовальщик, живописец и гравёр в технике меццо-тинто. Работал в жанрах портрета и пейзажа. Отец знаменитого художника-романтика Иоганна Генриха Фюсли.

## Биография
Иоганн Каспар родился в Цюрихе в семье художника Ганса Рудольфа Фюссли и его жены Элизабет Шерер. Живописи его обучал отец, «художник сражений и морских пейзажей», после чего, в 1724—1731 годах, Фюссли учился живописи и гравюре в Вене под руководством Д. Грана и М. Мейтенса.

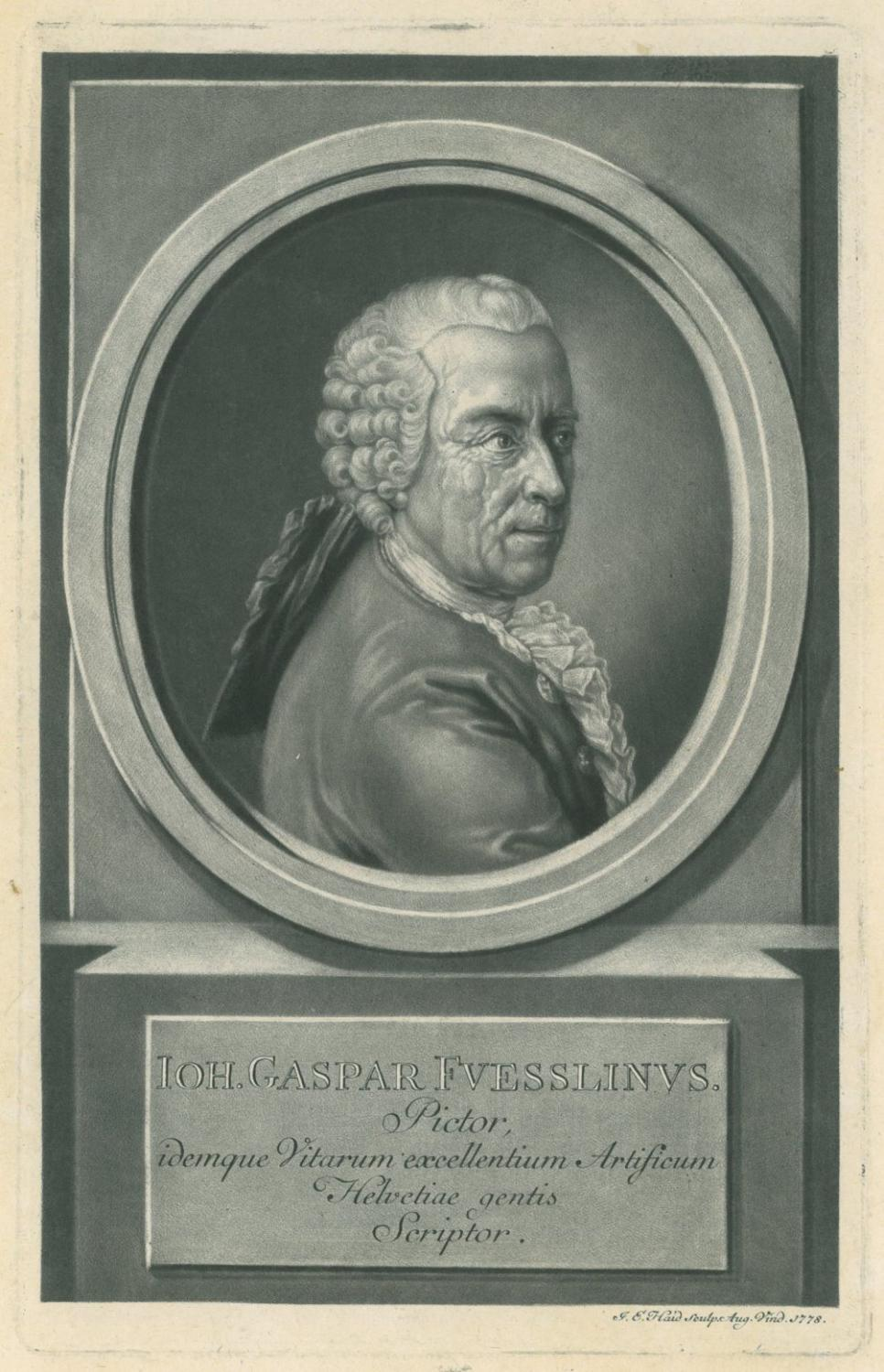
Иоганн Каспар Фюссли. 1778. Меццо-тинто И. Э. Хайда

Художник путешествовал по городам Южной Германии, останавливался в Дюссельдорфе, Людвигсбурге, Нюрнберге, где работал портретистом, дружил со многими художниками. В 1736 году он вернулся в Цюрих, писал портреты членов магистрата и своих друзей, известных деятелей эпохи Просвещения, таких как Иоганн Якоб Бодмер и Фридрих Готлиб Клопшток.
Фюссли работал в редкой технике меццо-тинто (нем. Schabkunst), в которой выполнял портреты, книжные иллюстрации для известных изданий, таких как написанная им самим «История лучших художников Швейцарии вместе с их портретами» (Geschichte der besten Künstler in der Schweiz, nebst ihren Bildnissen; 1769—1779). Вначале вышло три тома, второе издание осуществлено в пяти томах.
Между 1757 и 1764 годами Иоганн Каспар Фюссли был секретарём совета (Ratsschreiber) в своем родном городе. Фюссли поддерживал дружеские отношения с художницей Анжеликой Кауфман.
Иоганн Каспар женился на Элизабет Васер, и у них было пятеро детей. Сыновья: Ганс Рудольф, Иоганн Генрих (художник) и Иоганн Каспар, живописец и энтомолог. Две дочери: Анна (1749—1772) и Элизабет стали художницами, изображали цветы и пейзажи.
Помимо изобразительного искусства Иоганн Каспар Фюссли известен в качестве писателя-историка искусства. Его основные работы:
- История и иллюстрации лучших художников Швейцарии. В двух томах (Geschichte und Abbildung der besten Mahler in der Schweitz). 1755—1757
- История лучших художников Швейцарии вместе с их портретами. В пяти томах (Geschichte der besten Künstler in der Schweiz, nebst ihren Bildnissen). 1769—1779
- Жизнь Георга Филиппа Ругендаса и Яна Купецкого (Leben Georg Philipp Rugendas und Joh. Kupezki). 1758
- Разумный каталог самых выдающихся гравёров и их работ для коллекционеров и любителей (Raisonnirende Verzeichniß der vornehmsten Kupferstecher und ihrer Werke, zum Gebrauch der Sammler und Liebhaber). 1771
- Письма Винкельмана своим друзьям в Швейцарии (Winkelmann’s Briefe an seine Freunde in der Schweiz). 1778